# Авксентій
Авксе́нтій — чоловіче особове ім'я, побутує в українському народі. Народні форми — Овксентій, Овксент, Овксен, Оксент, Аксентій, Оксен, Оксант. Часто його розглядають як форму імені Оксентій.
До української мови запозичене через посередництво старослов'янської мови (Авъξентии) з грецької (грец. Αύξέντιος). Ім'я походить від дієслова грец. αύξω — «збільшую, вирощую, звеличую».
Іменини — 27 лютого, 26 грудня

## Відомі носії
- Святий Авксентій — ранньо-християнський сирійський святий, монах та аскет.
- Бойчук Авксентій — український священник, педагог, церковний діяч.
- Оксен Лісовий — міністр освіти і науки України.
- Дахно Авксентій  — батько українського режисера, художника-мультиплікатора Володимира Дахно.

#### Вигадані персонажі
Оксен Івасюта — персонаж роману Анатолія Дімарова «І будуть люди» та одноіменного серіалу.
Оксен Гамалія — персонаж роману Григорія Тютюнника «Вир».